# 塞尔梅里约
塞尔梅里约（法語：Sermérieu，法語發音：[sɛʁmeʁjø]）是法国伊泽尔省的一个市镇，属于拉图尔迪潘区。

## 地理
塞尔梅里约（45°40'17"N, 5°24'35"E）面积17.14 平方千米，位于法国奥弗涅-罗讷-阿尔卑斯大区伊泽尔省，该省份为法国东南部内陆省份，北起顺时针与安省、萨瓦省、上阿尔卑斯省、德龙省、阿尔代什省、卢瓦尔省和罗讷省。
与塞尔梅里约接壤的市镇（或旧市镇、城区）包括：圣谢夫、萨拉尼翁、索莱米约、韦兹龙斯-屈尔坦、维尼约、阿朗东-帕桑。

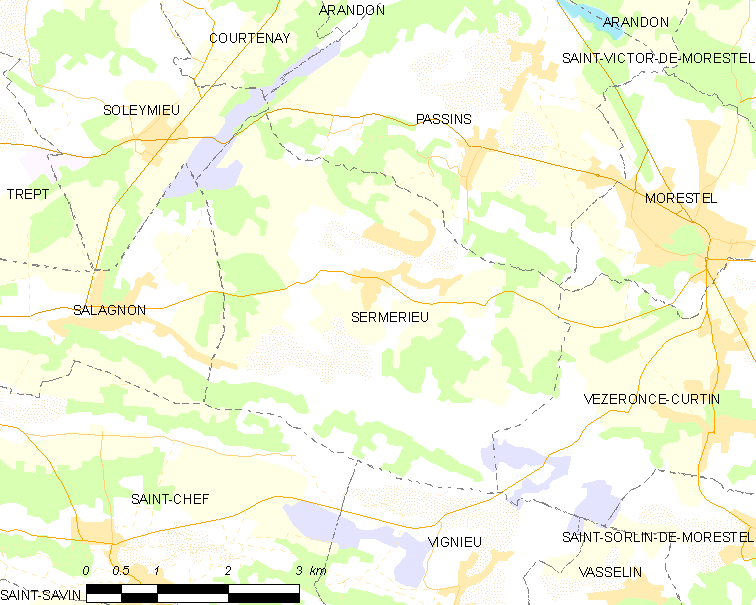
塞尔梅里约的OSM定位图

塞尔梅里约的时区为UTC+01:00、UTC+02:00（夏令时）。

## 行政
塞尔梅里约的邮政编码为38510，INSEE市镇编码为38483。

## 政治
塞尔梅里约所属的省级选区为莫雷斯泰勒县。

## 人口

1962-2008年间塞尔梅里约人口变化图示

塞尔梅里约于2022年1月1日时的人口数量为1642人。